# Seppelstjärnen
Seppelstjärnen är en tvådelad tjärn i Gunnarskogs socken och i Arvika kommun i Värmland:
- Seppelstjärnen (Gunnarskogs socken, Värmland, 665564-132139), sjö i Arvika kommun, 59°58′49″N 12°36′23″Ö / 59.9804°N 12.6064°Ö (2,46 ha)
- Seppelstjärnen (Gunnarskogs socken, Värmland, 665590-132136), sjö i Arvika kommun, 59°58′54″N 12°36′10″Ö / 59.9816°N 12.6027°Ö (6,99 ha)